# Tour della nazionale maschile di rugby a 15 delle Figi 1973
Nel 1973 la nazionale figiana di "rugby a 15" si reca in tour nelle Isole Britanniche e in Canada.

## Risultati
| Swansea 8 settembre 1973 | Swansea | 0 – 31 | Figi XV |  |

| Leicester 11 settembre 1973 | Leicester | 22 – 17 | Figi XV |  |

| Leinster 15 settembre 1973 | Leinster | 30 – 9 | Figi XV |  |

| Arbitro: | K. Pattinson (North Midlands) |

|                    |      |                        |
| Cooper (2) tecnica | mt   | Latilevu Rabuli Radina |
| Doble (2)          | tr   |                        |
| Doble (3)          | c.p. |                        |

| Vancouver 27 settembre 1973 | Victoria XV | 7 – 42 | Figi XV |  |

| 29 settembre 1973 | British Columbia XV | 13 – 36 | Figi XV |  |